# Sean Berdy
Sean Lance Berdy, född 3 juni 1993, är en amerikansk skådespelare, författare, filmproducent och regissör. Han har bland annat medverkat i filmen Switched at Birth och Netflixserien The Society. Berdy nominerades till "TV Breakout Star" under Teen Choice Awards 2011.

## Bakgrund
Berdy är dövfödd och har ASL som förstaspråk. Hans föräldrar, Terrie och Scott Berdy, var av irländsk respektive rysk härkomst och han har en yngre bror, Tyler. Berdy diagnostiserades med bipolär sjukdom när han var 11 år gammal.